# Estrella Merino
Estrella Merino Gonzalez (* 19. November 2006 in Köln) ist eine deutsche Fußballspielerin, die seit dem 1. Juli 2023 Vertragsspielerin des Bundesligisten Bayer 04 Leverkusen ist.

## Karriere

### Vereine
Aus der Jugend von Bayer Leverkusen hervorgegangen, rückte Merino Gonzalez zur Saison 2023/24 in die erste Mannschaft auf, bei der sie einen bis zum 30. Juni 2025 datierten Vertrag erhielt. Ihr Debüt in der Bundesliga gab sie zum Saisonauftakt am 17. September 2023 bei der 0:3-Niederlage im Auswärtsspiel gegen den VfL Wolfsburg. Am 10. November 2023 (7. Spieltag) gelang ihr im Auswärtsspiel gegen Eintracht Frankfurt beim 2:2-Unentschieden, mit dem Treffer zum Endstand in der 88. Minute ihr erstes Bundesligator.

### Nationalmannschaft
Merino Gonzalez debütierte als Nationalspielerin in der U16-Nationalmannschaft, die am 19. Mai 2022 das Freundschaftsspiel gegen die Schweizer U16-Nationalmannschaft mit 0:1 in Basel verlor. Ihr erstes Länderspieltor erzielte sie am 11. Juni 2022 in Nordhorn beim 1:1-Unentschieden gegen die U16-Nationalmannschaft der Niederlande mit dem Treffer zur 1:0-Führung in der 33. Minute. Ihr letztes Länderspiel in dieser Altersklasse bestritt sie am 15. Juni 2022 in Büdelsdorf beim 2:0-Sieg im Freundschaftsspiel gegen die U16-Nationalmannschaft Dänemarks.
Für die U17-Nationalmannschaft weist sie mit 12 Toren in 13 Länderspielen eine beachtliche Quote auf. Sie debütierte am 6. September 2022 in Hanau, wo die U17-Nationalmannschaft Italiens mit 3:1 bezwungen wurde. Im zweiten Aufeinandertreffen, drei Tage später an selber Stätte, als man der U17-Nationalmannschaft Italiens mit 2:3 unterlag, erzielte sie beide Tore für die Nachwuchsnationalmannschaft dieser Altersklasse.
Mit der U17-Nationalmannschaft nahm sie nach zuvor sechs EM-Qualifikationsspielen, in denen sie neun Tore erzielte, an der in Estland ausgetragenen Europameisterschaft teil. Sie bestritt alle drei Spiele der Gruppe A, erzielte im zweiten und dritten Spiel jeweils ein Tor und schied danach mit ihrer Mannschaft aus dem Turnier aus. Bei der vom 11. bis zum 30. Oktober 2022 in Indien ausgetragenen Weltmeisterschaft kam sie einzig im zweiten Spiel der Gruppe B, beim 6:0-Sieg über die U17-Nationalmannschaft Chiles, zum Einsatz.
Ihr Debüt für die U19-Nationalmannschaft debütierte sie am 26. September 2023 in Burton upon Trent beim 3:3-Unentschieden gegen die U19-Nationalmannschaft Englands.

## Erfolge
- Deutscher B-Juniorinnenmeister 2023